# Sangue Azul
Pour les articles homonymes, voir Blue Blood.
Pour plus de détails, voir Fiche technique et Distribution.
Sangue azul  (titre international : Blue Blood) est un film dramatique brésilien écrit et réalisé par Lírio Ferreira et sorti en 2014. 
Il a été projeté dans la section Panorama du 65e Festival international du film de Berlin.

 

## Fiche technique
Sauf indication contraire, les informations mentionnées dans cette section peuvent être confirmées par la base de données cinématographiques IMDb,  présente dans la section « Liens externes ».
- Titre original : Sangue azul
- Titre international : Blue Blood
- Réalisation : Lírio Ferreira
- Scénario : Lírio Ferreira, Fellipe Barbosa, Sergio Oliveira
- Photographie : Mauro Pinheiro Jr.
- Montage : Tina Saphira, Mair Tavares
- Musique : Pupillo
- Production :
- Sociétés de production :
- Pays de production : Brésil
- Langue originale : portugais
- Format : couleur
- Genre : drame
- Durée : 119 minutes
- Dates de sortie[2] :
  - Brésil : 25 juillet 2014 (Festival Paulínia de Cinema (pt))
  - Allemagne : 5 février 2015 (Berlin International Film Festival)

## Distribution
Sauf indication contraire, les informations mentionnées dans cette section peuvent être confirmées par la base de données cinématographiques IMDb,  présente dans la section « Liens externes ».
- Daniel de Oliveira (pt) : Zolah
- Caroline Abras (pt) : Raquel
- Sandra Corveloni : Rosa
- Rômulo Braga (pt) : Cangulo
- Matheus Nachtergaele : Gaetan
- Milhem Cortaz (pt) : Inox
- Laura Ramos : Teorema
- Lívia Falcão (pt) : Zanoia
- Servílio de Holanda : Cuscuz
- Glicério Rosário : Camarão
- Armando Babaioff (pt) : Benigno
- Ruy Guerra : Mumbebo
- Paulo César Peréio : Kaleb
- Brenda Lígia : Jandira
- Stefano Catarinelli : Sombra
- Rosimeire Dos Santos : Luz
- Christiane Tricerri (pt) : Melina
- Fabiana Pirro

## Récompenses et distinctions
Sauf indication contraire, les informations mentionnées dans cette section peuvent être confirmées par la base de données cinématographiques IMDb,  présente dans la section « Liens externes ».
Le film a remporté six prix et a été nominé à sept reprises;